# DHB-Pokal der Frauen 2024/25
Die Handballspiele um den DHB-Pokal 2024/25 der Frauen fanden von August 2024 bis März 2025 statt. HB Ludwigsburg gewann den Pokalwettbewerb.

## Hauptrunde
Die Spiele der Hauptrunde wurden am 29. Juni 2024 ausgelost. Die Gewinner jeder Partie zogen in das Achtelfinale ein.
| Datum             | Heimmannschaft (Liga)                | Gastmannschaft (Liga)             | Ergebnis (Halbzeitstand)   |
| ----------------- | ------------------------------------ | --------------------------------- | -------------------------- |
|                   | Pfeffersport Berlin (Regionalliga) 1 | SV Union Halle-Neustadt (2. Liga) |                            |
| 30. August 2024   | HT Norderstedt (Regionalliga)        | HSG Blomberg-Lippe (1. Liga)      | 14:39 (8:19)               |
| 30. August 2024   | SG Todesfelde/Leezen (Regionalliga)  | Buxtehuder SV (1. Liga)           | 31:44 (14:22)              |
| 1. September 2024 | 1. FSV Mainz 05 (2. Liga)            | Sport-Union Neckarsulm (1. Liga)  | 25:30 (10:19)              |
| 1. September 2024 | HL Buchholz 08-Rosengarten (2. Liga) | HSG Bad Wildungen (2. Liga)       | 30:25 (11:13)              |
| 1. September 2024 | SV Werder Bremen (2. Liga)           | VfL Oldenburg (1. Liga)           | 20:36 (10:17)              |
| 1. September 2024 | HC Leipzig (2. Liga)                 | Füchse Berlin (2. Liga)           | 25:26 n. V. (21:12, 12,12) |
| 1. September 2024 | Frisch Auf! Göppingen (1. Liga)      | HSV Solingen-Gräfrath (2. Liga)   | 30:31 (15:13)              |
| 1. September 2024 | TG Nürtingen (2. Liga)               | BSV Sachsen Zwickau (1. Liga)     | 22:33 (11:15)              |
| 1. September 2024 | VfL Waiblingen (2. Liga)             | TSV Bayer 04 Leverkusen (1. Liga) | 18:23 (5:12)               |
| 1. September 2024 | Frankfurter Handball Club (3. Liga)  | BVB Dortmund Handball (1. Liga)   | 19:39 (9:23)               |
| 1. September 2024 | HC Rödertal (2. Liga)                | ESV 1927 Regensburg (2. Liga)     | 34:25 (21:8)               |

Hinweis: Die Angaben zur Ligazugehörigkeit beziehen sich auf die laufende Spielzeit; für die Vergabe des Heimspielrechts wurde die Ligazugehörigkeit der letzten Saison berücksichtigt.

## Achtelfinale
Im Achtelfinale traten die 12 Gewinner der 1. Runde und 4 weitere Teilnehmer an, welche sich direkt für das Achtelfinale qualifiziert hatten. Dazu gehörten der Sieger des DHB-Pokals 2023/24 TuS Metzingen und die drei bestplatzierten Teams der letzten Bundesligasaison (HB Ludwigsburg, HSG Bensheim/Auerbach, Thüringer HC). Die Begegnungen wurden am 7. September ausgelost.
| Datum            | Heimmannschaft             | Gastmannschaft          | Ergebnis (Halbzeitstand) |
| ---------------- | -------------------------- | ----------------------- | ------------------------ |
| 2. Oktober 2024  | Buxtehuder SV              | HB Ludwigsburg          | 27:37 (11:14)            |
| 2. Oktober 2024  | HSG Blomberg-Lippe         | HSV Solingen-Gräfrath   | 30:23 (13:9)             |
| 5. Oktober 2024  | BVB Dortmund Handball      | Sport-Union Neckarsulm  | 36:31 (19:14)            |
| 5. Oktober 2024  | Füchse Berlin              | BSV Sachsen Zwickau     | 23:30 (13:14)            |
| 5. Oktober 2024  | TuS Metzingen              | SV Union Halle-Neustadt | 34:27 (18:12)            |
| 6. Oktober 2024  | HL Buchholz 08-Rosengarten | HSG Bensheim/Auerbach   | 21:52 (7:27)             |
| 6. Oktober 2024  | HC Rödertal                | Thüringer HC            | 23:30 (13:12)            |
| 13. Oktober 2024 | VfL Oldenburg              | TSV Bayer 04 Leverkusen | 27:16 (13:9)             |

## Viertelfinale
Im Viertelfinale traten die 8 Gewinner des Achtelfinals an. Die Begegnungen wurden am 11. Oktober ausgelost.
| Datum            | Heimmannschaft        | Gastmannschaft      | Ergebnis (Halbzeitstand) |
| ---------------- | --------------------- | ------------------- | ------------------------ |
| 6. November 2024 | HSG Blomberg-Lippe    | VfL Oldenburg       | 35:31 (20:14)            |
| 6. November 2024 | Thüringer HC          | HB Ludwigsburg      | 28:36 (11:17)            |
| 6. November 2024 | BVB Dortmund Handball | BSV Sachsen Zwickau | 26:23 (16:9)             |
| 6. November 2024 | HSG Bensheim/Auerbach | TuS Metzingen       | 31:25 (15:13)            |

## Finalspiele
Das Final Four findet am Wochenende 1./2. März 2025 in der Porsche-Arena in Stuttgart statt. Es qualifizierten sich die vier Sieger aus dem Viertelfinale. Die Partien wurden am 7. November von Patrick Groetzki ausgelost.
| Datum        | Mannschaft 1          | Mannschaft 2       | Ergebnis (Halbzeitstand) |
| ------------ | --------------------- | ------------------ | ------------------------ |
| 1. März 2025 | HSG Bensheim/Auerbach | HSG Blomberg-Lippe | 25:27 (13:15)            |
| 1. März 2025 | HB Ludwigsburg        | Borussia Dortmund  | 30:29 (13:10)            |

### 1. Halbfinale
HSG Bensheim/Auerbach: Fehr, van Beurden – Berger (2), Hurst (3), Engel (8), Ehlert   (1), Agwunedu   (1), Friedberger (2), Irion (2), Nuković (1), Kretzschmar (3), Mia Ziercke, Goldmann, Polsz (2)
HSG Blomberg-Lippe: Ludwig, Veith – Rüffieux (7), Jacobsen (1), Quist (6), Frey  (1), Kühne (3), Hoberg, Rajes, Vegué i Pena (6), Mühlner  (1), Tietjen (1), Hauf (1)
Schiedsrichter: Thomas Kern & Thorsten Kuschel

### 2. Halbfinale
HB Ludwigsburg: Bundsen (1), Roth – Thomaier (3), Gassama Cissokho  (2), Döll  (1), Leuchter, Klemenčič, Kudłacz-Gloc , Johansen (8), Hvenfelt, X. Smits  (1), Behrend (2), Nestaker, Carlson (5), Faluvégi (1), Malá  (6)
Borussia Dortmund: Wachter, Lieder, Eckardt – Campos Costa (2), Kusian, Antl   (3), Degenhardt, van Maurik, Langer   (3), Lassource (2), Sasaki, Husebø (2), Olsson (3), Vollebregt  (9), Egeling, Bleckmann (5)
Schiedsrichter: Lucas Hellbusch & Darnel Jansen

### Spiel um Platz 3
Die Verlierer der beiden Halbfinalbegegnungen trafen im Spiel um Platz 3 aufeinander.
| Datum, Uhrzeit          | Heimmannschaft        |   | Gastmannschaft    | Ergebnis (Halbzeitstand) |
| ----------------------- | --------------------- | - | ----------------- | ------------------------ |
| 2. März 2025, 12:30 Uhr | HSG Bensheim/Auerbach | – | Borussia Dortmund | 35:34 (19:18)            |

HSG Bensheim/Auerbach: Fehr, van Beurden – Berger (1), Hurst   (2), Engel (10), Ehlert, Friedberger (4), Irion (7), Nuković (3), Kretzschmar, Mia Ziercke (2), Goldmann, Polsz (6)
Borussia Dortmund: Wachter, Lieder, Eckardt – Campos Costa (6), Kusian  (3), Antl (5), Degenhardt, van Maurik (2), Langer (1), Lassource  (5), Sasaki (3), Husebø (1), Olsson (2), Vollebregt, Egeling, Bleckmann  (6)

### Finale
Die Sieger der beiden Halbfinalbegegnungen spielten im Finale um den Titel des Deutschen Pokalsiegers 2025.
| Datum, Uhrzeit          | Heimmannschaft     |   | Gastmannschaft | Ergebnis (Halbzeitstand) |
| ----------------------- | ------------------ | - | -------------- | ------------------------ |
| 2. März 2025, 15:00 Uhr | HSG Blomberg-Lippe | – | HB Ludwigsburg | 21:31 (10:16)            |

HSG Blomberg-Lippe: Ludwig, Veith – Rüffieux, Jacobsen (2), Quist   (5), Frey (1), Kühne (5), Hoberg (1), Rajes, Vegué i Pena (3), Mühlner (1), Tietjen (1), Hauf (2)
HB Ludwigsburg: Bundsen (1), Roth – Thomaier (2), Gassama Cissokho, Döll (6), Leuchter  (5), Klemenčič, Kudłacz-Gloc (1), Johansen (3), Hvenfelt (2), X. Smits   (4), Behrend (2), Nestaker (3), Carlson, Faluvégi (1), Malá  (1)
Schiedsrichter: Ramesh & Suresh Thiyagarajah